# 井上香織
井上香織（1982年10月21日—），出生於日本兵庫縣豐岡市，是日本女子排球運動員，身高182公分，體重60公斤，場上位置為副攻。

## 生涯簡介
井上於小學四年級時開始打排球。在兵庫縣立冰上高校就讀期間，於高三時成為該校排球隊的隊長，並先後參加了春季高校排球選拔賽以及全國高校體育大會等比賽，更在全日本高校選拔中脫穎而出。
2001年加盟Denso Airybees。2005年第11屆V.Legaue起成為球隊固定先發，在2006-07年度的V.Premier League中獲得了最佳攔網獎以及最佳六人。而在2007-08年度的賽事更協助球隊歷史性首次獲得年度總亞軍，並連莊最佳六人。同年舉行的黑鷲旗錦標賽中獲得總冠軍，同時也獲得了黑鷲獎（MVP）。
2008年9月在Denso Airybees官方網站中宣佈於9月13日舉行結婚典禮。其丈夫是一位滑雪運動員，但因嚴重受傷而中斷了運動生涯。
2009年首次入選日本女排集訓名單，並在同年的世界女排大獎賽中多次上陣。

## 生涯及得獎經歷
- 生涯簡歷

福住小學→出石中學→兵庫縣立冰上高等學校→Denso Airybees（2001年至今）
- 日本女排 - 2009年
- 獲得獎項
  - 2007年 - 2006-07年度V.Premier League最佳攔網獎、最佳六人
  - 2008年 - 2007-08年度V.Premier League最佳六人、第57屆黑鷲旗錦標賽黑鷲獎（MVP）

## 外部連結
- Denso Airybees官方網站（页面存档备份，存于）
- 井上香織個人檔案(Denso Airybees官方網站內)（页面存档备份，存于）